# Christian Schiffer (Journalist)

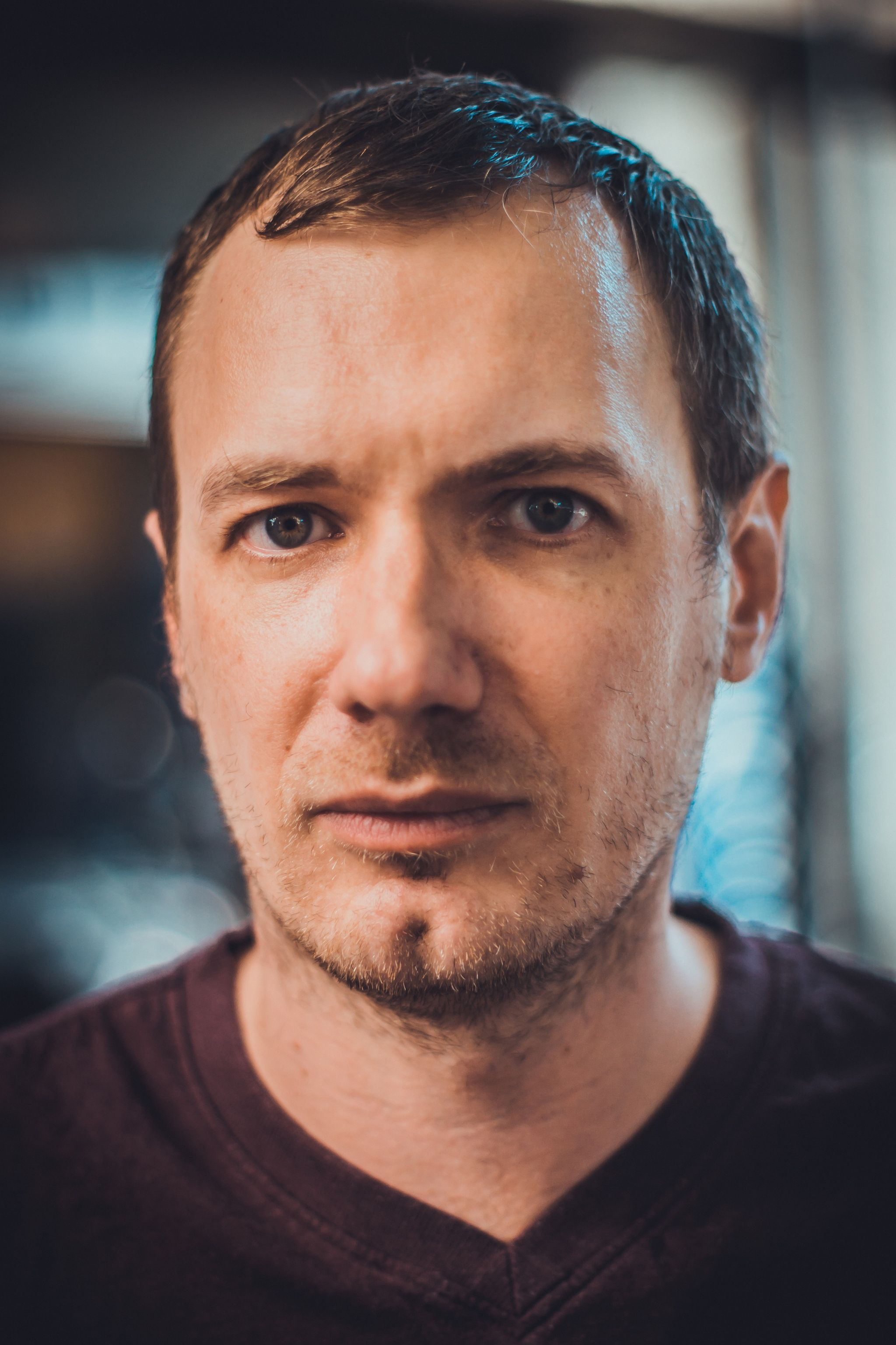
Christian Schiffer (2018)

Christian Schiffer (geboren am 2. Februar 1979 in München) ist ein deutscher Journalist und Rundfunkmoderator. Er ist Redakteur beim Bayerischen Rundfunk und war Chefredakteur sowie Mitherausgeber von WASD – Bookazine für Gameskultur.

## Leben
Schiffer wuchs in München auf und studierte dort Wirtschafts- und Sozialgeographie an der Ludwig-Maximilians-Universität sowie Politikwissenschaften an der Hochschule für Politik. Nach Stationen bei verschiedenen Medien kam er 2008 zum Szenemagazin Zündfunk des Bayerischen Rundfunks und war dort Redakteur und Kolumnist.
Mittlerweile leitet er das Ressort "Netzwelt" im BR.
Von 2012 bis 2021 gab er zusammen mit dem Münchner Grafiker Markus Weissenhorn das halbjährlich erscheinende und mehrfach ausgezeichnete WASD – Bookazine für Gameskultur heraus und war bis 2023 auch am Nachfolgeprojekt Wasted beteiligt. Daneben ist er für das Deutschlandradio und diverse andere ARD-Anstalten tätig. Zusammen mit Jolyne Schürmann moderierte er die Sendung Netzfilter auf PULS sowie das Netzmagazin auf BR24. Inhaltlich beschäftigt er sich unter anderem mit den gesellschaftlichen Auswirkungen der Digitalisierung; zu seinen Themenschwerpunkten gehören außerdem Politik und Popkultur. Dazu ist er auch als Speaker und Moderator tätig, so zum Beispiel 2015 auf der re:publica zu Shitstorms und Hoaxes oder 2016 zu Computerspielkultur. oder über die "Killerspiel"-Diskussion auf der re:publica 2025.
2016 arbeitete Schiffer für ZDFinfo die deutsche „Killerspiel“-Debatte mit drei Fernseh-Dokumentationen auf. Diese wurden 2017 für den Grimme-Preis nominiert. Im Jahr 2017 beklagte er in einem Kommentar für den Bayerischen Rundfunk das mangelnde Geschichtsverständnis in Wolfenstein II: The New Colossus, weil dort aus Angst vor Zensur keine Hakenkreuze gezeigt werden. Dieser Artikel lieferte den Anstoß für eine neuerliche Debatte über die Darstellung von Hakenkreuzen in Videospielen.
2018 veröffentlichte er zusammen mit Christian Alt den im Hanser Verlag erschienenen Band Angela Merkel ist Hitlers Tochter. Im Land der Verschwörungstheorien, in dem sich die beiden mit Entstehung, Funktionsweise und Wirkungsmacht von Verschwörungstheorien auseinandersetzen.
Seit Januar 2019 betreibt er zusammen mit Christian Alt den Podcast Last Game Standing, der sich mit Computerspielen beschäftigt.
Zwischen Juni 2019 und März 2023 veröffentlichte der Bayerische Rundfunk alle vier Wochen den Tech-Podcast Umbruch mit Christian Schiffer und Christian Sachsinger, der sich mit Digitalthemen auseinandersetzte.
2023 war Schiffer Host und Co-Autor des fünfteiligen WDR-Podcast Die Elon Musk-Story.
Im Januar 2024 hostete er zusammen mit Janina Rook den Podcast In 5 Tagen Mord – Die Krimi-Challenge mit KI. Daraus entstand das Hörspiel Die Blondierung des Todes.
2025 war er Co-Autor des Deutschlandfunk-Podcasts Die Peter Thiel-Story.

## Publikationen
- Angela Merkel ist Hitlers Tochter. Im Land der Verschwörungstheorien. (Zusammen mit Christian Alt), Hanser Verlag, München 2018, ISBN 978-3-446-26139-6
- Die Wahrheit ist (n)irgendwo da draussen. Was der neue Ufo-Hype über uns Menschen verrät. (Zusammen mit Christian Alt), Goldmann Verlag, München 2023, ISBN 978-3-442-31701-1

## Auszeichnungen
- 2012: Kurt-Magnus-Preis: 4. Platz für Radio-Features zu digitalen Themen[18]
- 2015: Prix Marulić: 3. Preis in der Kategorie „Documentary“ für das Radio-Feature Im Schutz der Dunkelheit. Eine Expedition ins Darknet[19]
- 2017: Goethe Medienpreis: 2. Preis für das Radio-Feature It's the economy, stupid! Warum Studierende mehr Vielfalt in der Volkswirtschaft fordern[20]
- 2017: Robert Geisendörfer Preis für das Radio-Feature Schöner neuer Wahn – Eine Verschwörungstheorie Marke Eigenbau, zusammen mit Christian Alt und Nikolai von Koslowski (Regie)[21]
- 2020: Datenschutz Medienpreis des Berufsverbands der Datenschutzbeauftragten Deutschlands(Kategorie Hörfunk) für das Radio-Feature Tracking: Ein Tag im Internet[22]
- 2021: Medienpreis für digitale Aufklärung: 3. Preis für „Wie einfach lässt sich ein Fake-Video basteln?“, zusammen mit Christian Sachsinger[23]
- 2021: Journalistenpreis des Bundesverband Herzkranke Kinder e. V. für das Feature „Herzbubble auf Instagram“ (Kategorie Hörfunk)[24]
- 2024: Grimme Online Award, Sonderpreis „Künstliche Intelligenz“ für den KI-Podcast „In 5 Tagen Mord“ zusammen mit seinem Team